# Бухало Сергій Максимович
Сергі́й Макси́мович Буха́ло (25 січня (7 лютого) 1907 , Верхі́вцеве, Катеринославська губернія  — 16 травня 1988 , Київ ) — український науковець-економіст, політичний і державний діяч. Доктор економічних наук, професор. Депутат Верховної Ради УРСР 1—2-го скликань.

## Біографія
Народився 25 січня (7 лютого) 1907 року в місті Верхівцеве (нині Дніпропетровська область) у родині робітника залізничного депо. Після закінчення школи працював слюсарем залізничного депо станції Верхівцеве. У 1927—1928 роках навчався у тяговій професійній школі (профшколі). У 1928 році став студентом Дніпропетровського гірничого інституту, де здобував спеціальність гірничого інженера.
Член ВКП(б).
1931 року закінчив Дніпропетровський гірничий інститут. У 1931—1938 роках — асистент, старший викладач та доцент, помічник директора з технічної пропаганди, заступник директора Дніпропетровського гірничого інституту імені Артема з навчальної роботи.
У 1938—1939 роках — завідувач відділу шкіл та науки Дніпропетровського обласного комітету КП(б)У.
У січні 1939 — травні 1940 року — 2-й заступник народного комісара освіти УРСР.
28 травня 1940 — 5 березня 1943 року — народний комісар освіти УРСР.
У березні 1943 — липні 1944 року — заступник народного комісара освіти УРСР.
2 серпня 1944 — лютий 1950 року — начальник Управління у справах вищої школи при Раді народних комісарів (Раді міністрів) Української РСР (Київ). У 1950—1959 роках — керівник науково-організаційного відділу Президії АН УРСР. У 1959 році обійняв посаду заступника Голови Ради з вивчення продуктивних сил УРСР Держплану УРСР.

Могила Сергія Бухала та його родини, Байкове кладовище

1964 року обійняв посаду Голови Ради з вивчення продуктивних сил УРСР Держплану УРСР. У 1965 році за редакцією професора С. Бухала Рада з вивчення продуктивних сил УРСР Держплану УРСР почала видавати науковий збірник «Розміщення продуктивних сил УРСР», що сприяло об'єднанню науковців та фахівців народного господарства у справі вивчення продуктивних сил.
У 1967—1988 роках — професор та завідувач кафедри організації та планування промислових підприємств Київського інституту народного господарства (нині — Київський національний економічний університет імені Вадима Гетьмана). Працював у галузі організації і планування промислового виробництва та розміщення продуктивних сил.
Донька — науковиця-міколог, доктор біологічних наук Ася Бухало (1932—2014).
16 травня 1988 року помер у Києві, похований разом із родиною на Байковому кладовищі (інтернаціональна частина, ділянка № 4, 50°25′3.15″ пн. ш. 30°30′24.18″ сх. д. / 50.4175417° пн. ш. 30.5067167° сх. д.).